# Буландино (Смоленская область)
Буландино — бывшая деревня в Рославльском районе Смоленской области России.
Располагалась в южной части области в 15 км к юго-востоку от Рославля, в 1,5 км юго-западнее автодороги А141 Орёл — Витебск, на берегу реки Карловка. В 6 км северо-восточнее деревни находилась железнодорожная станция Любестово на линии Рославль — Брянск.  

## История
В годы Великой Отечественной войны деревня была оккупирована гитлеровскими войсками в августе 1941 года, освобождена в сентябре 1943 года.
С 28 декабря 2004 года входила в состав Липовского сельского поселения.
Деревня Буландино упразднена законом Смоленской области 26 ноября 2009 года. 